# Diumenge Sagnant (1905)
|  | Aquest article tracta sobre els fets succeïts a Sant Petersburg el 22 de gener de 1905. Si cerqueu altres fets homònims, vegeu «Diumenge Sagnant». |

Es coneix com a Diumenge Sagnant el conjunt de fets succeïts el 22 de gener de 1905 (9 de gener segons el calendari julià), quan hi va haver una marxa pacífica de protesta a Sant Petersburg.
L'objectiu de la marxa era lliurar al tsar una petició de millores laborals, i la formaven famílies treballadores senceres. Anava encapçalada pel sacerdot Gueorgi Gapon, i no responia a cap consigna política: era fonamentalment obrera i camperola. Va ser salvatgement aixafada per soldats d'infanteria i cosacs, apostats enfront del Palau d'Hivern, cobrant-se un nombre de víctimes que encara avui es discuteix; els diaris del moment van parlar de milers.
El tsar, mentrestant, no es trobava a la ciutat; l'havia abandonada tement per la seva seguretat. La sagnant repressió va provocar una onada de protestes a tota Rússia: el divorci entre el tsar i la massa de camperols i obrers abocava Rússia al pitjor. Aquest succés va fer possible que molts elements de la societat russa mamprenguessin una protesta activa. Cada grup tenia els seus propis objectius i, fins i tot dins de classes similars, no existia un lideratge predominant.